# Linea T
La linea T West End Express era una linea della metropolitana di New York attiva tra il 1916 e il 1967. In futuro questa denominazione sarà utilizzata dalla linea che percorrerà la linea IND Second Avenue.